# Clovia prolixa
Clovia prolixa är en insektsart som först beskrevs av Carl Stål 1855.  Clovia prolixa ingår i släktet Clovia och familjen spottstritar. Inga underarter finns listade i Catalogue of Life.